# Кок-сагиз
Кок-сагиз (Taraxacum kok-saghyz) — багаторічна трав'яниста рослина роду кульбаба родини айстрових (Asteraceae), каучуконос.
Наземна частина рослини являє собою розетку листків і трубчасті квітконоси з жовтими квітками, зібраними в суцвіття — кошики. Плід — дрібна сім'янка з летючкою. Корінь стрижневий. Молочний сік (латекс) містить каучук. Найбільше каучуку містить молочний сік коренів (10—12 % на суху речовину латексу).

## Поширення
У природних умовах рослина просте в Середній Азії, на території Казахстану, Киргизстану та Узбекистану, поширена в міжгірних долинах Східного Тянь-Шаню, натуралізована в Австралії на острові Тасманія.

## Застосування
У 1931 в СРСР були виявлені каучуконосні властивості кок-сагизу. З 1933 був введений у культуру, переважно в Європейській частині СРСР. З розвитком виробництва синтетичного каучуку кок-сагиз культивувати перестали.
Але виробник шин і постачальник автомобільних компонентів Continental AG спільно з інститутом молекулярної біології міста Фраунгофера і Вестфальським університетом імені Вільгельма розробили технологію отримання гуми із кок-сагизу. Через невибагливість до клімату, кульбабу можна буде вирощувати на некультивованих землях Європи, в тому числі й України. Це дасть змогу зберегти цінні тропічні ліси. Характеристики кульбабової гуми будуть такими ж, як і в каучукової.